# Avenida Luís Viana Filho
A Avenida Luís Viana Filho, denominada por um tempo como Avenida Luís Viana e mais conhecida como Avenida Paralela ou simplesmente Paralela, é uma via urbana pública da cidade de Salvador, Bahia. Com pouco mais de treze quilômetros de extensão, a Paralela liga a região do Iguatemi ao bairro de São Cristóvão, nas proximidades do Aeroporto e da divisa de Salvador com Lauro de Freitas. Em conjunto com a rodovia federal BR-324, compõe os eixos estruturantes do sistema viário soteropolitano.
Ao longo da avenida encontram-se importantes polos atratores de fluxo, como o Parque Tecnológico da Bahia, o Estádio de Pituaçu, o Centro Administrativo da Bahia (CAB), campus universitários e diversos condomínios residenciais. Às margens da Paralela estão uma das mais importantes áreas ambientais da cidade, que abriga espécies em extinção da fauna (mamíferos, aves, répteis e anfíbios) e flora.[carece de fontes?] A Avenida Paralela continua sendo considerada uma área de expansão urbana, o que possibilita que a mata seja suprimida para dar lugar a novos empreendimentos imobiliários, por isso tornando-a o maior eixo de desenvolvimento de Salvador.[carece de fontes?]

## Toponímia
A lei municipal de Salvador n. 2 247, de 5 de junho de 1970, nomeou pela primeira vez a então avenida em construção entre Vale do Camarogipe ao Aeroporto 2 de Julho como "Avenida Luís Viana" e renomeou a então "Avenida Luís Viana Filho" para Avenida Afrânio Peixoto, já naquela época conhecida como Avenida Suburbana. Mais tarde, a lei municipal de Salvador n. 6 126, de 31 de maio de 2002, retificou o nome de "Avenida Luís Viana Filho" para "Avenida Luís Viana". Já a lei municipal de Salvador n. 9 325, de 24 de janeiro de 2018, aprovada na Câmara Municipal de Salvador em 2017, mais uma vez alterou a denominação do logradouro para "Avenida Luís Viana Filho". As mudanças de nome alternaram a homenagem entre pai e filho: o senador e governador da Bahia Luís Viana e o senador da República, governador da Bahia e, à época da inauguração da avenida, deputado Luís Viana Filho.
Já o apelido de "Paralela" veio em função do traçado paralelo à orla atlântica da cidade.

## História
A avenida foi construída no contexto das intervenções urbanas viárias da década de 1970 em Salvador. Em alternativa à Estrada Velha do Aeroporto (EVA), um novo caminho foi aberto aos bairros e praias mais ao norte da cidade, como Pituaçu e Itapuã. Dessa forma, novos bairros surgiram e se consolidaram: Mussurunga, Bairro da Paz, Patamares, Imbuí, Pituaçu, Sussuarana, São Rafael, São Marcos, Trobogy, Nova Brasília, Fazenda Grande. Não foram só os novos bairros, a Avenida Luís Viana, implantada em 1974, contribuiu para a mudança da estrutura da cidade, criando outro núcleo urbano, além do centro tradicional, ao passo que na mesma década foram construídas as avenidas de vale (Vale do Bonocô, Contorno, Suburbana, Vale do Canela, Magalhães Neto, Vale dos Barris, Antônio Carlos Magalhães, Garibaldi, Juracy Magalhães e Vale do Ogunjá), o CAB, o Polo de Camaçari e instituída a Região Metropolitana de Salvador (RMS).
No início do século XXI, iniciou-se a saturação do entorno da Paralela. O tráfego tornou-se bastante intenso por ser o corredor de acesso das rodovias BA-099 e BA-526, trazendo os veículos da RMS, ao Centro de Salvador. O trafego também se avoluma com deslocamentos intramunicipais entre os bairros mais a nordeste e ao novo centro Camarajipe. Soma-se à situação o crescimento dos lançamentos imobiliários no entorno da avenida focados nas classes média e alta (tipicamente motorizadas ao menos com uma unidade). Desde então, medidas têm sido propostas para o desafogamento do tráfego. Os últimos planos diretores urbanos confirmam a Avenida Paralela como vetor de crescimento da cidade, rumo a Lauro de Freitas e Camaçari, no sentido nordeste.

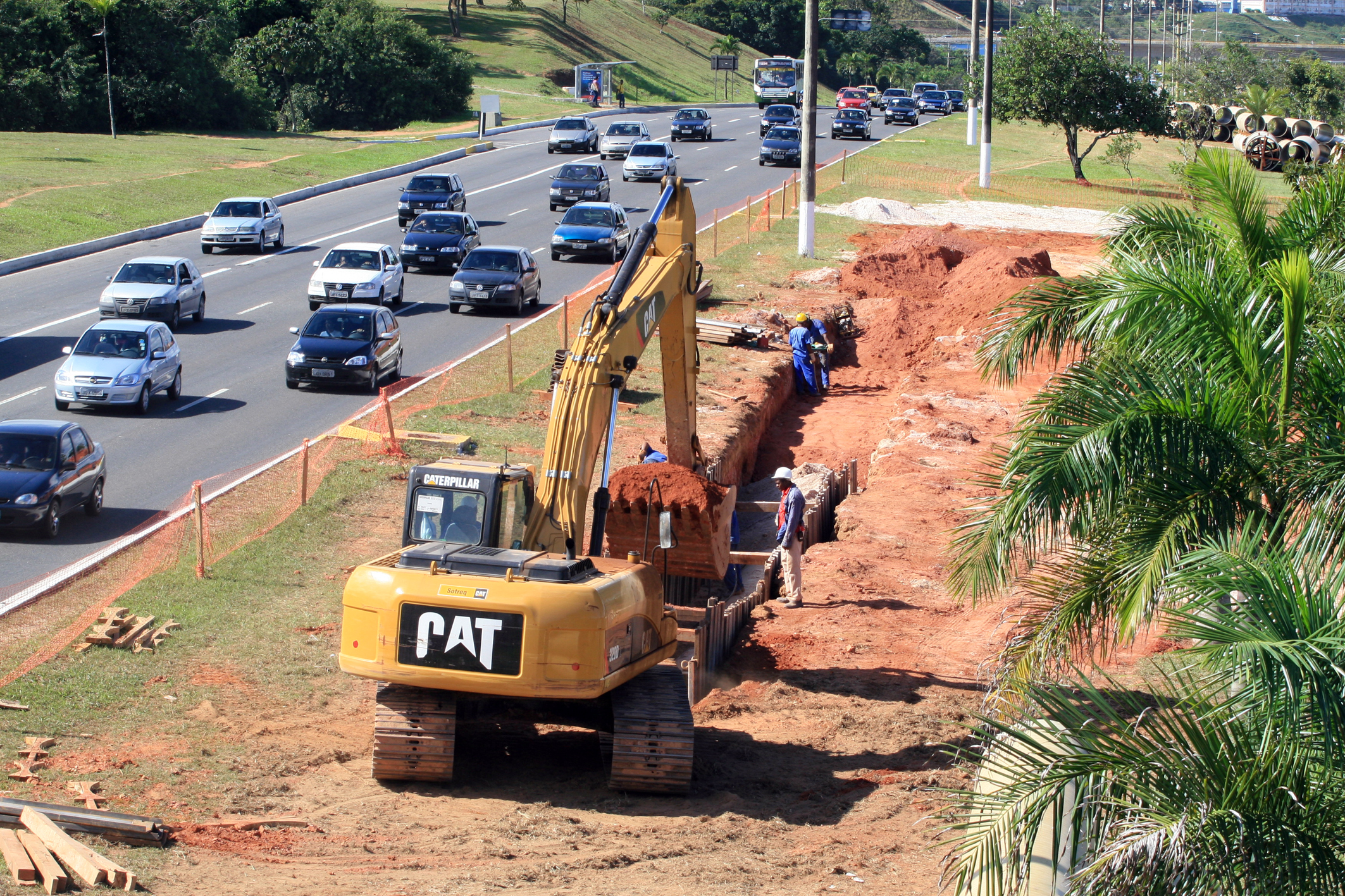
Obras de esgotamento sanitário no canteiro central da Avenida

Durante a administração do prefeito João Henrique Carneiro, foi lançado “Salvador Capital Mundial: A cidade do nosso futuro”, que dentre outras coisas, propôs a implantação de duas outras vias urbanas com trajetos parecidos, mas com extremos (início e fim) distintos. Foram a Avenida Atlântica, entre a orla atlântica e a Paralela, e a Linha Viva, entre a BR-324 e a Paralela.
Dentro do projeto do Sistema Metroviário de Salvador e Lauro de Freitas, a Paralela foi definida como boa parte do caminho a ser percorrido, no canteiro central da avenida, pela linha 2 do metrô. Por isso estátua de Luiz Eduardo Magalhães será removida do canteiro central e, após acordo entre a família Magalhães e a CCR Metrô Bahia, ela será transferida para o Palácio Luiz Eduardo Magalhães, edifício da Assembleia Legislativa da Bahia.
Pela administração do prefeito Antônio Carlos Magalhães Neto, o projeto da Linha Viva foi retomado e também foi divulgado o projeto de faixa exclusiva aos ônibus conectando o Iguatemi ao Aeroporto. Para isto, em 2014, foi aplicado o conceito da Máxima Utilização do Leito Viário (MULV) e foi acrescida a quinta faixa de rolamento à via, sendo a dos ônibus maior que as demais.